# Krewetka tygrysia
Krewetka tygrysia (Penaeus monodon) – morski skorupiak z rzędu dziesięcionogów, największy gatunek krewetek z rodzaju Penaeidae, zaliczany do owoców morza, znany pod handlową nazwą „Black Tiger” i poławiany na dużą skalę. Również w hodowli
w wodzie morskiej w Indonezji, Tajlandii, Indiach i Ameryce Południowej.

## Zasięg występowania
Ocean Indyjski od południowej Afryki po wybrzeże północnej Australii i Pacyfik.

## Charakterystyka
Ciało wydłużone, samce osiągają do 33 cm długości. W stanie surowym mięso o barwie niebieskawej, po obróbce termicznej różowe.